# Aukštųjų Šančių ąžuolynas
Aukštųjų Šančių ąžuolynas este o arie protejată (sit de importanță comunitară — SCI) din Lituania întinsă pe o suprafață de 41,74 ha, integral pe uscat.

## Localizare
Centrul sitului Aukštųjų Šančių ąžuolynas este situat la coordonatele 54°52′55″N 23°57′09″E / 54.8819°N 23.9525°E.

## Înființare
Situl Aukštųjų Šančių ąžuolynas a fost declarat sit de importanță comunitară în mai 2019 pentru a proteja 1 specie de animale.

## Biodiversitate
Situată în ecoregiunea boreală, aria protejată conține 2 habitate naturale: Păduri de stejar sau de stejar și carpen sub-atlantice și medio-europene de Carpinion betuli, Păduri pe pante, grohotișuri și ravene de Tilio-Acerion.
La baza desemnării sitului se află o specie protejată de  nevertebrate: Osmoderma eremita.